# Isabel de Vescy
Isabel de Vescy (auch Isabelle de Beaumont) († vor 1. November 1334) war eine französisch-englische Adlige.

## Herkunft und Heirat mit John de Vescy
Isabel de Vescy entstammte der französischen Familie Brienne. Sie war eine Tochter von Louis de Brienne und von dessen Frau Agnes, Vicomtesse de Beaumont. Sie heiratete 1279 oder 1280 den englischen Adligen John de Vescy. Ihr Mann starb bereits 1289, die Ehe war kinderlos geblieben.

## Favoritin von Königin Isabelle
Nachdem Eduard II. 1307 englischer König geworden war, gehörte Isabel 1308 zu den Hofdamen für die aus Frankreich stammende neue Königin Isabelle. Zusammen mit ihrem Bruder Henry wurde Isabel rasch eine der engsten Freundinnen der Königin, dazu hatte sie auch die Gunst des Königs. 1311 verlangten die Lords Ordainer, dass sie und ihr Bruder den Königshof verlassen sollten, da sie vom König übermäßig viele Geschenke erhalten würden. Im November 1311 gehörte Isabel noch zum Gefolge der Königin, doch die Lords Ordainer erreichten dann, dass sie sich auf ihre Güter in Yorkshire zurückziehen musste. Die Königin behielt aber weiter Kontakt zu ihr und schickte ihr Wildbret und französischen Käse als Geschenke. Während der weiteren Verhandlungen um die Gültigkeit des Reformprogramm der Ordinances wurde ihre Verbannung vom Königshof am 4. Oktober 1313 aufgehoben. Zusammen mit ihrem Bruder Henry gehörte Isabel zum Gefolge der Königin, als diese am 28. Februar 1314 zu einem Besuch nach Frankreich aufbrach. Im Februar 1315 setzte das Parlament erneut die Entfernung von Isabel vom Königshof durch, doch die Königin blieb durch Briefe oder Boten weiter mit ihr im Kontakt. Nach dem Tod von Bischof Richard Kellaw von Durham 1316 schlug die Königin, wohl beeinflusst durch ihre Günstlinge Isabel de Vescy und Henry de Beaumont deren Bruder Louis de Beaumont als neuen Bischof vor, was wohl auch ein bewusster Affront gegen Thomas of Lancaster war. Tatsächlich wurde Louis de Beaumont schließlich Bischof der nordenglischen Diözese. Nach der Niederlage gegen die Schotten in der Schlacht bei Byland warf Eduard II. im Februar 1323 Bischof Louis de Beaumont Versagen bei der Abwehr schottischer Angriffe vor. Der königliche Günstling Hugh le Despenser nutzte dies aus, um Königin Isabelle, die die Wahl des Bischofs gefördert hatte, bei ihrem Mann in Misskredit zu bringen. Als Folge davon verloren Isabel de Vescy und Henry de Beaumont die langjährige Gunst des Königs.

## Späteres Leben
Ende 1326 konnte Königin Isabelle die tyrannische Herrschaft von ihrem Mann und von dessen Günstling Despenser stürzen. In der Folge übernahm Isabelle und ihr Geliebter Roger Mortimer die eigentliche Regentschaft von England. Henry de Beaumont hatte den Sturz von Eduard II. zunächst unterstützt, doch spätestens ab 1328 unterstützte er die Opposition gegen das Regime der Königin und von Mortimer. Offenbar wechselte nun auch Isabel de Vescy die Seiten. 1330 beschuldigte der Earl of Kent neben den Bischöfen Melton von York und Gravesend von London auch Isabel und ihren Bruder, die Verschwörung zur Befreiung des vermeintlich noch gefangen gehaltenen Eduard II. zu unterstützen. Tatsächlich hatte Isabels Beichtvater als Bote zwischen dem Earl of Kent und Erzbischof Melton gedient. Da die Königin und Mortimer jedoch im gleichen Jahr entmachtet wurden, blieb dies ohne weitere Folgen für Isabel de Vescy. 1332 unterstützte sie offenbar ihren Bruder Henry, als dieser zusammen mit Edward Balliol und anderen sogenannten Enterbten in Schottland einfiel, um den minderjährigen König David II. zu stürzen. Im Juni 1332 erlaubte ihr die englische Regierung, zur Finanzierung des Vorhabens ihre Güter Folkingham, Barton und Edenham in Lincolnshire zu verpfänden. Nach der scheinbar erfolgreichen Machtergreifung in Schottland erneuerte sie am 16. Juni 1334 zusammen mit ihrem Bruder Henry eine Schenkung zugunsten des Priorats von Bridlington.